# Laguna del Tigre (Asososca)
Laguna del Tigre o Laguna de Asososca es un cuerpo de agua de origen volcánico ubicado en el municipio de La Paz Centro, departamento de León, en Nicaragua. Se encuentra dentro de la Complejo volcánico Cerro Negro-Las Pilas-El Hoyo, a unos 40 kilómetros al suroeste de la ciudad de León (Nicaragua). Se ubica en las coordenadas 12°27'N 86°42'O. Debe su nombre a la presencia de jaguares en su zona circundante.
Tiene una superficie de 1,5 kilómetros cuadrados, con una longitud máxima de 1,5 kilómetros y una anchura máxima de 1 kilómetro. Su profundidad promedio es de 20 metros, con una profundidad máxima de 40 metros.

## Toponimia
Gonzalo Fernández de Oviedo, cronista español quien visitó el lugar en 1527, relató que los guías indígenas la llamaban "Tecuacinabia" 
Carlos Mántica, investigador lingüista nicaragüense, en su obra "El Habla Nicaragüense y otros ensayos", señala dos interpretaciones, primera según el mismo y la segunda del Dr. Alejandro Dávila Bolaños.
- "Tecua-china-hua-c": «Lugar donde hay cerco para (impedir el paso de) las fieras o los tigres».

De: "tecuani"-fiera, tigre; "chinamitl"-chinamo, cerca de cañas; "hua"-posesión, "c"-lugar.
- "Tecuacin-abie": «Donde bebe agua el señor tigre».

De: "Tecuatlzin"-señor tigre, "atli"-beber, agua.

## Entorno
La laguna se encuentra en un entorno montañoso rodeada por un bosque tropical seco. 
La vegetación de la zona incluye árboles aducifolios, como el pochote, el ceiba y el guásimo. También guarumo, tempisque, jenízaro, quebracho y chilamate. 
En las orillas de la laguna se encuentran también algunas palmas de coco y bambú.
La fauna de la zona incluye jaguares, coyotes, zorros, venados, monos, ardillas, reptiles y aves.

## Relieve
La laguna se encuentra en una depresión ovalada de 1500 metros de longitud y 1000 metros de ancho. Las paredes de la depresión tienen una altura de hasta 200 metros.

## Importancia
La laguna es un importante recurso hídrico para la región. Sus aguas se utilizan para la agricultura, la ganadería y el consumo humano. La laguna también es un importante atractivo turístico.

## Leyenda
Cuenta la leyenda que una vez habitaba en la laguna un tigre gigante. El tigre era tan feroz que nadie se atrevía a acercarse a la laguna. Un día, un valiente cazador decidió matar al tigre. El cazador se adentró en el bosque y llegó a la laguna. El tigre lo vio y se lanzó sobre él. El cazador esquivó el ataque del tigre y le disparó una flecha. La flecha hirió al tigre, pero no lo mató. El tigre se enfureció y atacó al cazador con más ferocidad. El cazador luchó con el tigre durante horas, pero finalmente lo mató. Desde ese día, la laguna se conoce como Laguna del Tigre.

## Rutas de acceso
Se puede acceder a la laguna por dos rutas:
- Ruta 1: Desde la ciudad de León, tomar la carretera hacia La Paz Centro. En La Paz Centro, tomar el camino de tierra que sale hacia la comunidad de Asososca. La laguna se encuentra a unos 2 kilómetros de la comunidad.
- Ruta 2: Desde la ciudad de Managua, tomar la carretera hacia León. En el kilómetro 104, tomar el camino de tierra que sale hacia la comunidad de Asososca. La laguna se encuentra a unos 2 kilómetros de la comunidad.